# Allium blomfieldianum
Allium blomfieldianum är en amaryllisväxtart som beskrevs av Paul Friedrich August Ascherson och Georg August Schweinfurth. Allium blomfieldianum ingår i släktet lökar, och familjen amaryllisväxter. Inga underarter finns listade i Catalogue of Life.